# HOK (公司)
HOK（原稱：Hellmuth, Obata + Kassabaum）是一家總部位於美國密蘇里州聖路易斯的建築、工程和設計公司。它是美國最大的建築-工程公司及第三大室內設計公司。
HOK於1955年成立於聖路易斯，原名“Hellmuth, Obata + Kassabaum”為三位創始人喬治·赫爾穆特、喬·小圃和喬治·卡塞鮑姆的姓，他們三人都畢業於聖路易斯華盛頓大學。他們設計的第一座建築位於聖路易斯郊區，後來公司業務逐漸擴大，成為了一家國際化的建築公司，到2007年時其國際項目占年收入的40%。

## 施工項目
- 1962: The Priory Chapel, St. Louis, Missouri, United States
- 1996: 高雄85大樓(又稱東帝士大樓)
- 1999: 美國航空球場
- 2009: 阿卜杜拉国王科技大学
- 2017: 梅赛德斯-奔驰体育场
- 2019: 巴塞罗那足球俱乐部新帕劳布劳格拉纳竞技场

## 外部連結
- Official website（页面存档备份，存于）
- Life at HOK blog
- 2013 Genius of Biome report（页面存档备份，存于）